# Hortense de Beauharnais
Hortense de Beauharnais, född 10 april 1783 i Paris, död 5 oktober 1837 i Arenenberg, var en fransk adelsdam; drottning av Holland. Hon var dotter till Napoleon I:s första hustru, Joséphine de Beauharnais i dennas giftermål med generalen Alexandre de Beauharnais (1760–1794; dog på schavotten). Hon var faster till Sveriges och Norges drottning Josefina.

## Biografi
Hortense växte upp hos sina morföräldrar på Martinique och fick sin uppfostran till "världsdam" på L'Institution nationale de Saint-Germain, en flickpension i Saint-Germain-en-Laye, där hon lärde sig färdigheter som att måla, dikta, sjunga och komponera.
Hon blev 1802, mot sin vilja, bortgift med Louis Bonaparte, bror till hennes styvfar Napoleon I. Äktenskapet blev mycket olyckligt. Hortense beskrivs som levnadsglad och lättsinning, Louis som inbunden och inbillningssjuk. Efter det att deras tredje barn – den blivande kejsaren Napoleon III, vars äkta börd ifrågasatts – fötts blev brytningen mellan makarna definitiv.
År 1806 blev Louis utnämnd till kung av Holland och Hortense blev därmed drottning. Hortense ville inte överge sällskapslivet i Paris där hon var en populär centralfigur inom societeten för att resa till Holland, där hon skulle tvingas leva med Louis; hon ville helst vara "drottning av Holland i Paris". Efter påtryckningar från sin styvfar/svåger Napoleon följde hon dock med Louis till Nederländerna. Som drottning närvarade hon vid offentliga tillställningar, gjorde stora inköp på marknaderna och blev ganska populär, något Louis ogillade. Hon ägnade sig åt målning och turer i landskapet med sina hovdamer men hon vantrivdes med tvånget att leva med Louis; paret levde i skilda delar av slottet och hon kallade sig själv fånge.År 1807 tilläts hon att återvända till Frankrike med sin son efter att den andra sonen avlidit. Hon levde sedan vid hovet i Paris, nöjd med sin ställning som gästande drottning där, fram till att hon 1810 tvingades lämna Frankrike – Napoleon ville inte ha dottern till sin förra maka närvarande vid sitt andra bröllop. Hon lyckades dock återvända till Frankrike redan samma år, av hälsoskäl.    
Hortense bodde sedan i Paris där hon inledde ett kärleksförhållande med sin hovstallmästare, generalen och diplomaten de Flahaut, som var illegitim son till Talleyrand. De fick en son, Charles de Morny (1811–1865; fransk politiker).
Efter Napoleons fall fick hon av kung Ludvig XVIII titeln hertiginna av Saint-Leu. Under de hundra dagarna slöt hon sig till Napoleon. 1815 blev hon därför förvisad från Frankrike. Därefter vistades hon den mesta av tiden i Rom, men blev förvisad därifrån på grund av att hennes söner hade kontakt med italienska revolutionärer.
1817 köpte hon en fastighet i Arenenberg, Schweiz, där hon levde från 1832 till sin död.
Av sina samtida beskrivs Hortense som vacker och glad till sinnet, men samtidigt beräknande och ärelysten.

## Barn (med Louis Bonaparte)
- Napoleon Charles (1802–1807)
- Charles Napoléon Louis (1804–1831), gift med sin kusin Charlotte, dotter till Joseph Bonaparte
- Charles Louis Napoleon (1808–1873), sedermera kejsar Napoleon III – dennes äkta börd har dock ifrågasatts.

## Musik
Hortense komponerade romanser när hon befann sig i Malmaison och Arenenberg. 1867 sammanställdes en samling av 124 romanser som ställdes ut av Napoleon III på Malmaison. Den mest kända är Partant pour la Syrie (originaltitel Le beau Dunois) och den blev nationalsång under andra kejsardömet. Den finns i flera pianovariationer, bland annat av Hummel och Schubert. 
De flesta texterna till romanserna skrevs av greve Laborde och Hortenses melodier utvecklades av exempelvis harpmästaren Dalvimare, kompositören Plantade eller J.F.N.Carbonel. Musiken är opretentiös och visar på tidens smak för lätta, pastorala och sentimentala ämnen. Trots att musiken är enkel och naiv så är den uttrycksfull och elegant skriven, tack vare utvecklingen av de professionella musikerna som tog sig an melodierna.

### Verk[2]
- Partant pour la Syrie
- Le retour